# Толди (танк)
38M «Толди» (венг. 38M Toldi) — венгерский лёгкий танк времён Второй мировой войны. Назван в честь венгерского рыцаря Миклоша Толди, жившего в XIV веке.

## История
Был разработан в 1937 году на основе шведского танка Landsverk L-60. Один экземпляр, построенный для Австрии и несколько модернизированный, Landsverk L-60Ö, был 18 августа 1937 года отправлен в Венгрию. Получил номер Н-004. 2 сентября 1938 года танк приняли на вооружение. С Landsverk был заключен контракт на доводку танка, поставки  комплектующих и оказании помощи в освоении лицензионного производства. В результате в конструкцию были внесены изменения: в частности, в башне были изменены люки в бортах, смотровые щели, а также маска пушки и пулемёта.
По стандартам Второй мировой устарел, однако активно использовался венгерскими войсками в 1940—1945 годах. Серийно производился в 1939—1943 годах предприятиями Ganz и MAVAG, общий выпуск составил 190 экземпляров.
Первый заказ на производство 80 танков был выдан в феврале 1939 года. Первые два серийных танка 38.M Toldi I были переданы венгерской армии 13 апреля 1940 года, всего до 14 марта 1941 года было изготовлено 80 танков этой модификации. № Н-301 — Н-380. Производители Ganz — 40 (№ Н-301 — Н-340), MAVAG — 40 (№ Н-341 — Н-380).
1940 — 60
1941 — 20
Двигатель и оптические приборы для танков импортировались из Германии, однако после начала Второй мировой войны в сентябре 1939 года немецкие предприятия бронетанковой промышленности были переориентированы на первоочередное выполнение заказов немецкой армии. Это обстоятельство временно приостановило поставки комплектующих для танков «толди» в Венгрию, в результате производство танков «толди» замедлилось.
В дальнейшем был начат выпуск 38.M Toldi II, имевшего усиленное на 20 мм бронирование, первые четыре танка этой модификации были переданы венгерской армии в мае 1941 года. Выпускались по ноябрь 1941. Всего собрали 110 танков. № Н-381 — Н-490. Производители Ganz — 68 (№ Н-423 — Н-490), MAVAG — 42 (№ Н-381 — Н-422).
В апреле 1941 года танки использовались в войне против Югославии — Венгрия выделила для участия в войне части 3-й армии (десять бригад), три из которых были сведены в «подвижный корпус» (Gyorshadtest). Каждая из трёх бригад «подвижного корпуса» получила бронетанковый разведывательный батальон трёхротного состава. В состав каждого батальона входили рота из 18 танкеток L3/35, рота из 18 танков «толди» и рота бронеавтомобилей Csaba.
По состоянию на 1 июня 1941 года на вооружении армии Венгрии имелось 85 танков «Толди».
Для нападения на СССР изначально был выделен 81 танк (36 танков в составе 1-й моторизованной бригады, 36 танков в составе 2-й моторизованной бригады и 9 танков в составе 1-й кавалерийской бригады), при этом минимум 4 из них были Toldi II. В августе для возмещения потерь передали ещё 14 танков Toldi II. 27 июня 1941 года правительство Венгрии официально объявило войну СССР. Таким образом всего в летней кампании против СССР в 1941 году было задействовано 95 танков..
В ноябре 1941 года венгерские части были выведены с фронта на реке Донец и направлены на пополнение в Венгрию. К этому времени 62 из 95 танков проходили через ремонт и восстановление, причем 25 из них были подбиты и повреждены в результате действий противника, остальные вышли из строя по техническим причинам.
В 1942 году, во второй кампании против СССР. участвовали только 19 танков Toldi I и Toldi II, но к февралю 1943 года 16 из них были потеряны (в основном, в результате окружения и разгрома 2-й венгерской армии под Сталинградом).
Летом 1943 года трофейный танк был представлен на проходившей в Москве выставке трофейного вооружения.
По состоянию на 6 июня 1944 года, на вооружении венгерской армии оставалось 66 танков «толди-I» и «толди-II» и 63 «толди-IIA», которые продолжали использовать в боевых действиях 1944—1945 гг., пока все танки не были потеряны.

## Описание конструкции
«Толди» имел компоновку с расположением моторного отделения в кормовой части танка, а трансмиссионного — в лобовой. Экипаж танка состоял из трёх человек: механика-водителя, наводчика и командира.

### Вооружение
- 20-мм пушка Solothurn 36.M
- 8-мм зенитный пулемёт 34/37.M

### Средства наблюдения и связи
- радиостанция R/5[1]

## Модификации

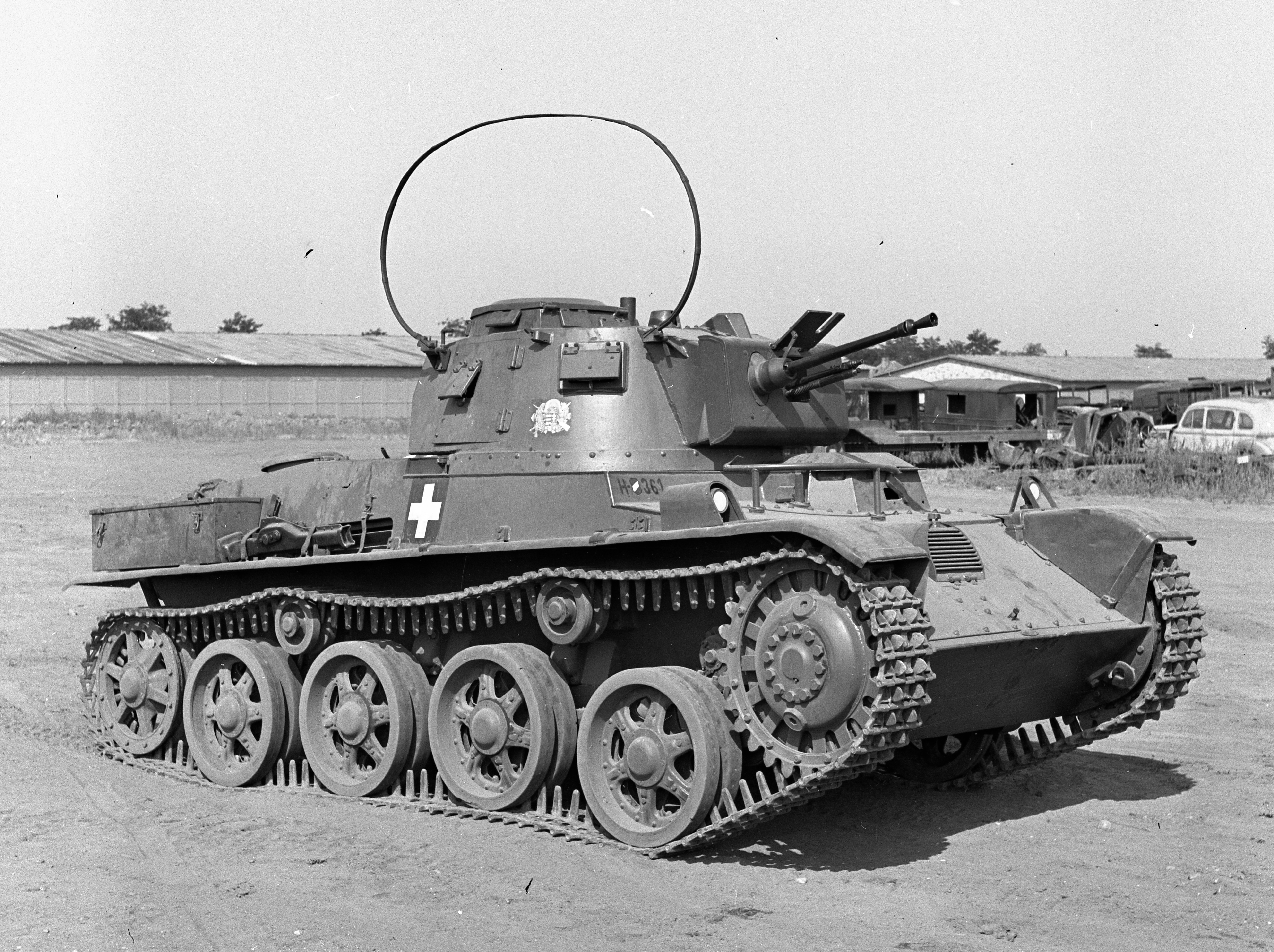
командирский танк «Toldi» с радиоантенной на башне

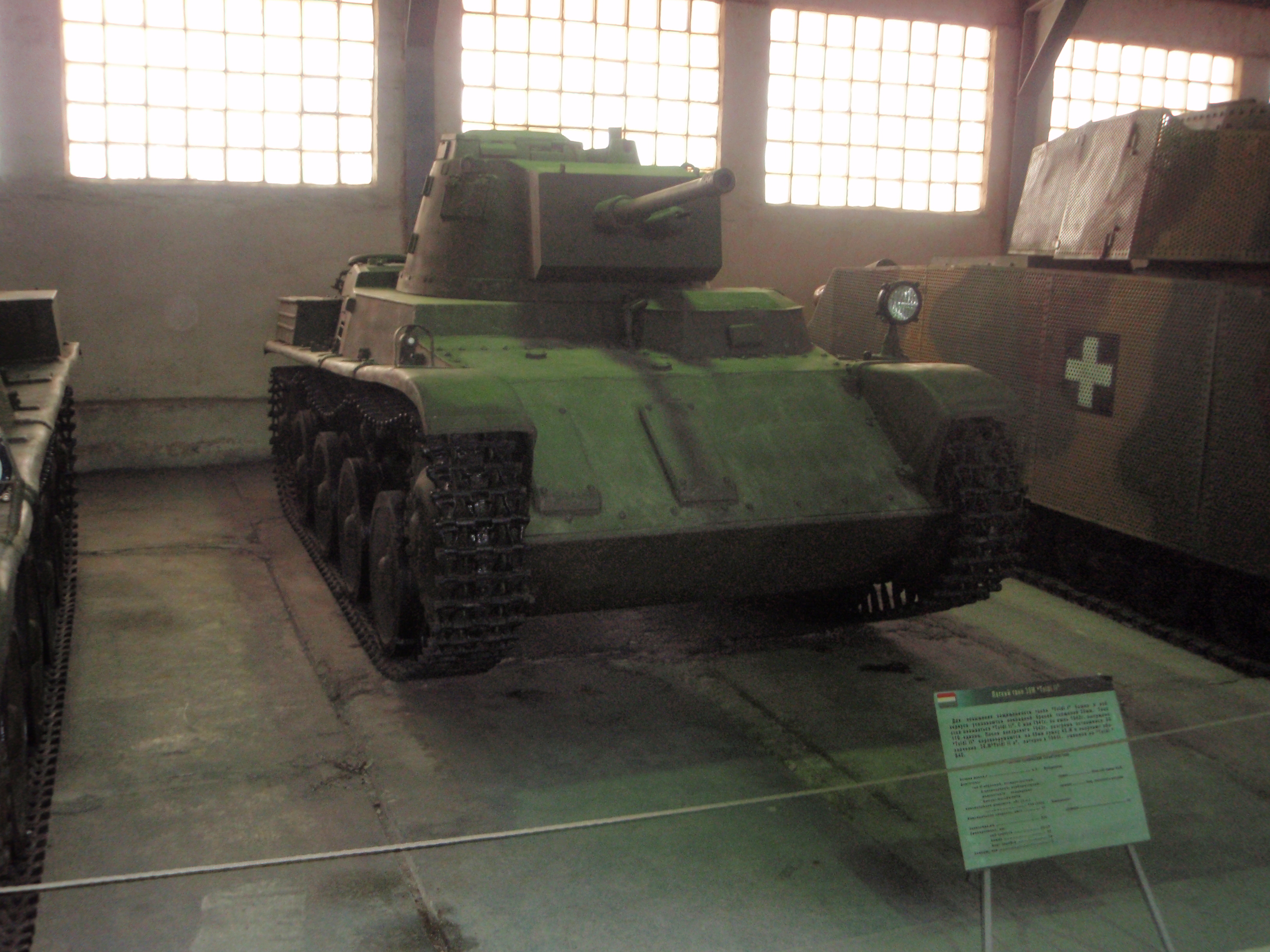
38M «Toldi II» в Бронетанковом музее в Кубинке

- 38.M Toldi I — базовая модификация; вооружение — 20-мм самозарядное противотанковое ружьё 36.M (с боекомплектом 208 шт. патронов) и один 8-мм пулемёт Gebauer 34/37M (с боекомплектом 2400 шт. патронов); кроме того, на крыше башни было предусмотрено крепление для установки зенитного пулемёта; выпущено 80 единиц[2]
- 38.M Toldi II — модификация с усиленным бронированием, выпущено 110 единиц
- 38.M Toldi IIA — перевооружённый Toldi II, с 40-мм пушкой 42.M (боекомплект 55 шт. снарядов) и спаренным с ней 8-мм пулемётом 34/40АМ (с боекомплектом 3200 шт. патронов), на кормовую стенку башни установлен ящик для перевозки снаряжения; масса танка увеличилась до 9,35 тонн; в 1943 переоборудовано 80 единиц[2]
- 43.M Toldi III — модификация с дополнительно усиленным бронированием и 40-мм пушкой, с увеличенным до 87 выстрелов боекомплектом.[2] Выпуск 12 танков начат в конце 1943 года (1943 — 3, 1944 — 9). Танки, получившие №№ Н-491 — Н-502, закончены не были, ввиду бесперспективности проекта и все более усложняющихся условий для нормальной работы её военной промышленности. Производитель Ganz.

### Бронетехника на базе танка
- 40.M «Нимрод» — зенитная самоходная установка на удлинённом шасси (на 66 см, за счёт добавления дополнительного опорного катка). В открытой сверху башне кругового вращения из 13-мм броневых листов была установлена 40-мм автоматическая зенитная пушка «Бофорс» с боекомплектом 160 снарядов. Масса ЗСУ составляла 9,5 тонн, экипаж — 6 человек. Всего было построено 135 единиц.
- 43M Lehel — бронетранспортёр, в 1943 году изготовлен один опытный экземпляр

## Использовался
- Венгрия.
- СССР — 2 трофейных танка (один «Toldi I» и один «Toldi IIA»), переданы в музей бронетанковой техники в Кубинке[2].